# Premio Presidente della Repubblica
Il premio Presidente della Repubblica è un premio italiano introdotto dall'allora Presidente della Repubblica ed accademico Luigi Einaudi e dal 1949 viene assegnato a cadenza regolare dall'Accademia nazionale dei Lincei, dall'Accademia di San Luca e dall'Accademia di Santa Cecilia. È tra i premi più prestigiosi delle tre accademie.

## Storia
Il premio è stato istituito l'11 ottobre 1948 da Luigi Einaudi con una lettera al presidente dell'Accademia dei Lincei per dare continuità alla tradizione dei premi reali.
Il premio viene attribuito alla classe di scienze fisiche, matematiche e naturali e alla classe di scienze morali, storiche e filologiche ad anni alterni. Vengono premiate le opere e scoperte di studiosi italiani su segnalazione dei soci dell'accademia. Tra le persone premiate risultano anche vincitori di altri importanti riconoscimenti come il premio Nobel, il premio Wolf e il premio Oscar.
Nello stesso anno Einaudi ha istituito un premio nazionale per gli artisti e gli architetti che viene assegnato dal 1950 dalle accademie di San Luca e di Santa Cecilia. Il premio in origine veniva assegnato i primi tre anni dall’Accademia Nazionale di San Luca, alternando le classi di pittura, scultura e architettura. Il quarto anno veniva stanziato dall'Accademia Nazionale di Santa Cecilia per la musica. I premi vengono assegnati ogni anno dal Presidente della Repubblica in carica.

## Albo vincitori
| 1949 | Oliviero Mario Olivo  | Generale               |
| 1949 | Giuseppe Occhialini   | Fisica e appl.         |
| 1950 | Carlo Ferrari         | Generale               |
| 1950 | Adolfo Quilico        | Chimica e appl.        |
| 1951 | Francesco Cedrangolo  | Generale               |
| 1951 | Ciro Andreatta        | GPM                    |
| 1952 | Bruno Ferretti        | Generale               |
| 1952 | Alberto Stefanelli    | Botanica e Zoologia    |
| 1953 | Renato Caccioppoli    | Generale               |
| 1953 | Rodolfo Margaria      | Fisiologia e Patologia |
| 1954 | Rodolfo Amprino       | Generale               |
| 1954 | Fabio Conforto        | Matematica e Meccanica |
| 1955 | Umberto D'Ancona      | Generale               |
| 1955 | Attilio Colacevich    | AGG                    |
| 1956 | Piero Caldirola       | Fisica                 |
| 1957 | Vincenzo Caglioti     | Chimica                |
| 1958 | Piero Leonardi        | GPM                    |
| 1959 | Giuseppe Montalenti   | Botanica e Zoologia    |
| 1960 | Giulio Stella         | Fisiologia e Patologia |
| 1961 | Carlo Miranda         | FMN                    |
| 1963 | Giovanni Semerano     | FMN                    |
| 1965 | Dario Graffi          | FMN                    |
| 1967 | Nicolò Dallaporta     | FMN                    |
| 1969 | Massimo Simonetta     | FMN                    |
| 1971 | Claudio Barigozzi     | FMN                    |
| 1973 | Ennio De Giorgi       | FMN                    |
| 1975 | Raoul Gatto           | FMN                    |
| 1977 | Luigi Sacconi         | FMN                    |
| 1979 | Nicola Cabibbo        | FMN                    |
| 1981 | Bruno Turi            | FMN                    |
| 1983 | Carlo Rubbia          | FMN                    |
| 1985 | Maurizio Brunori      | FMN                    |
| 1987 | Claudio Baiocchi      | FMN                    |
| 1989 | Francesco Bertola     | FMN                    |
| 1991 | Gian Gualberto Volpi  | FMN                    |
| 1993 | Ernesto Capanna       | FMN                    |
| 1995 | Francesco Paolo Sassi | FMN                    |
| 1997 | Giovanni Gallavotti   | FMN                    |
| 1999 | Emilio Picasso        | FMN                    |
| 2001 | Daniela Pietrobon     | FMN                    |
| 2003 | Carlo Maria Croce     | FMN                    |
| 2005 | Vincenzo Schettino    | FMN                    |
| 2007 | Giuseppe Macino       | FMN                    |
| 2009 | Patrizia Caraveo      | FMN                    |
| 2010 | Enrico Gusberti       | MSF                    |
| 2011 | Sergio Doplicher      | FMN                    |
| 2012 | Giorgio Otranto       | MSF                    |
| 2013 | Giuseppe Bertin       | FMN                    |
| 2014 | Carlo Gasparri        | MSF                    |
| 2015 | Luca Bindi            | SFMN                   |
| 2016 | Lilia Costabile       | SMSF                   |
| 2017 | Brunangelo Falini     | SFMN                   |
| 2019 | Francesco Calogero    | SFMN                   |
| 2020 | Franco Gaetano Scoca  | SMSF                   |
| 2021 | Silvio Garattini      | SFMN                   |
| 2022 | Paolo Siniscalco      | SMSF                   |
| 2023 | Luisa Torsi           | SFMN                   |
| 2024 | Lorenzo Renzi         | SMSF                   |
| 2025 | Giovanni Modugno      | SFMN                   |
| AGG: Astronomia, Geodesia e Geofisica FMN: Scienze Fisiche GPM: Geologia, Paleontologia e Mineralogia MSF: Scienze Morali SFMN: Scienze Fisiche Matematiche e Naturali SMSF: Scienze Morali Storiche e Filologiche |                       |                        |

| Accademia nazionale di San Luca | Accademia nazionale di San Luca | Accademia nazionale di San Luca |
| Anno                            | Nome                            | Classe                          |
| ------------------------------- | ------------------------------- | ------------------------------- |
| 1950                            | Eugenio Viti                    | Pittore                         |
| 1951                            | Pericle Fazzini                 | Scultore                        |
| 1952                            | Saverio Muratori                | Architetto                      |
| 1954                            | Mario Sironi                    | Pittore                         |
| 1955                            | Giuseppe Fortunato Pirrone      | Scultore                        |
| 1956                            | Luigi Moretti                   | Architetto                      |
| 1958                            | Ugo Bernasconi                  | Pittore                         |
| 1960                            | Oscar Gallo                     | Scultore                        |
| 1963                            | Mario Ridolfi                   | Architetto                      |
| 1964                            | Gino Severini                   | Pittore                         |
| 1965                            | Marino Mazzacurati              | Scultore                        |
| 1966                            | Pietro Lingeri                  | Architetto                      |
| 1967                            | Franco Gentilini                | Pittore                         |
| 1969                            | Alberto Viani                   | Scultore                        |
| 1970                            | Carlo Scarpa                    | Architetto                      |
| 1971                            | Afro Basaldella                 | Pittore                         |
| 1973                            | Corrado Cagli                   | Pittore                         |
| 1974                            | Augusto Perez                   | Scultore                        |
| 1975                            | Carlo Aymonino                  | Architetto                      |
| 1976                            | Renzo Vespignani                | Pittore                         |
| 1977                            | Floriano Bodini                 | Scultore                        |
| 1978                            | Nicola Pagliara                 | Architetto                      |
| 1979                            | Leonardo Cremonini              | Pittore                         |
| 1980                            | Luigi Broggini                  | Scultore                        |
| 1981                            | Roberto Gabetti                 | Architetto                      |
| 1982                            | Giuseppe Guerreschi             | Pittore                         |
| 1983                            | Giuliano Vangi                  | Scultore                        |
| 1984                            | Marco Zanuso                    | Architetto                      |
| 1985                            | Piero Dorazio                   | Pittore                         |
| 1986                            | Vincenzo Gaetaniello            | Scultore                        |
| 1987                            | Gianni Accasto                  | Architetto                      |
| 1988                            | Franco Mulas                    | Pittore                         |
| 1989                            | Andrea Cascella                 | Scultore                        |
| 1990                            | Vittoriano Viganò               | Architetto                      |
| 1991                            | Gianfranco Ferroni              | Pittore                         |
| 1992                            | Alik Cavaliere                  | Scultore                        |
| 1993                            | Giorgio Raineri                 | Architetto                      |
| 1994                            | Carlo Cattaneo                  | Pittore                         |
| 1995                            | Giuseppe Uncini                 | Scultore                        |
| 1996                            | Francesco Cellini               | Architetto                      |
| 1997                            | Achille Perilli                 | Pittore                         |
| 1998                            | Nunzio Di Stefano               | Scultore                        |
| 1999                            | Alessandro Anselmi              | Architetto                      |
| 2000                            | Titina Maselli                  | Pittore                         |
| 2001                            | Agostino Bonalumi               | Scultore                        |
| 2002                            | Gianugo Polesello               | Architetto                      |
| 2003                            | Antonio Corpora                 | Pittore                         |
| 2004                            | Carlo Lorenzetti                | Scultore                        |
| 2005                            | Carlo Melograni                 | Architetto                      |
| 2006                            | Antonio Recalcati               | Pittore                         |
| 2007                            | Grazia Varisco                  | Scultore                        |
| 2008                            | Salvatore Bisogni               | Architetto                      |
| 2009                            | Carol Rama                      | Pittore                         |
| 2010                            | Pasquale Santoro                | Scultore                        |
| 2011                            | Aurelio Cortesi                 | Architetto                      |
| 2012                            | Valentino Vago                  | Pittore                         |
| 2013                            | Maurizio Mochetti               | Scultore                        |
| 2014                            | Claudio D'Amato Guerrieri       | Architetto                      |
| 2015                            | Luigi Ontani                    | Pittore                         |
| 2016                            | Giovanni Anselmo                | Scultore                        |
| 2017                            | Renato Rizzi                    | Architetto                      |
| 2018                            | Rudolf Stingel                  | Pittore                         |
| 2019                            | Remo Salvadori                  | Scultore                        |

| Accademia di Santa Cecilia | Accademia di Santa Cecilia   | Accademia di Santa Cecilia |
| Anno                       | Nome                         | Classe                     |
| -------------------------- | ---------------------------- | -------------------------- |
| 2006                       | Maurizio Pollini             | Musica                     |
| 2007                       | Renato Zanettovich           | Musica                     |
| 2007                       | Dario De Rosa                | Musica                     |
| 2008                       | Magda Olivero                | Musica                     |
| 2009                       | Irma Ravinale                | Musica                     |
| 2010                       | Roman Vlad                   | Musica                     |
| 2011                       | Riccardo Cerocchi            | Musica                     |
| 2012                       | Alessandro Taverna           | Musica                     |
| 2013                       | Accademia Internaz. di Imola | Musica                     |
| 2014                       | Sylvano Bussotti             | Musica                     |
| 2015                       | Riccardo Muti                | Musica                     |
| 2016                       | Ennio Morricone              | Musica                     |
| 2017                       | Antonio Pappano              | Musica                     |
| 2018                       | Salvatore Accardo            | Musica                     |
| 2019                       | Daniele Gatti                | Musica                     |